# Confetto

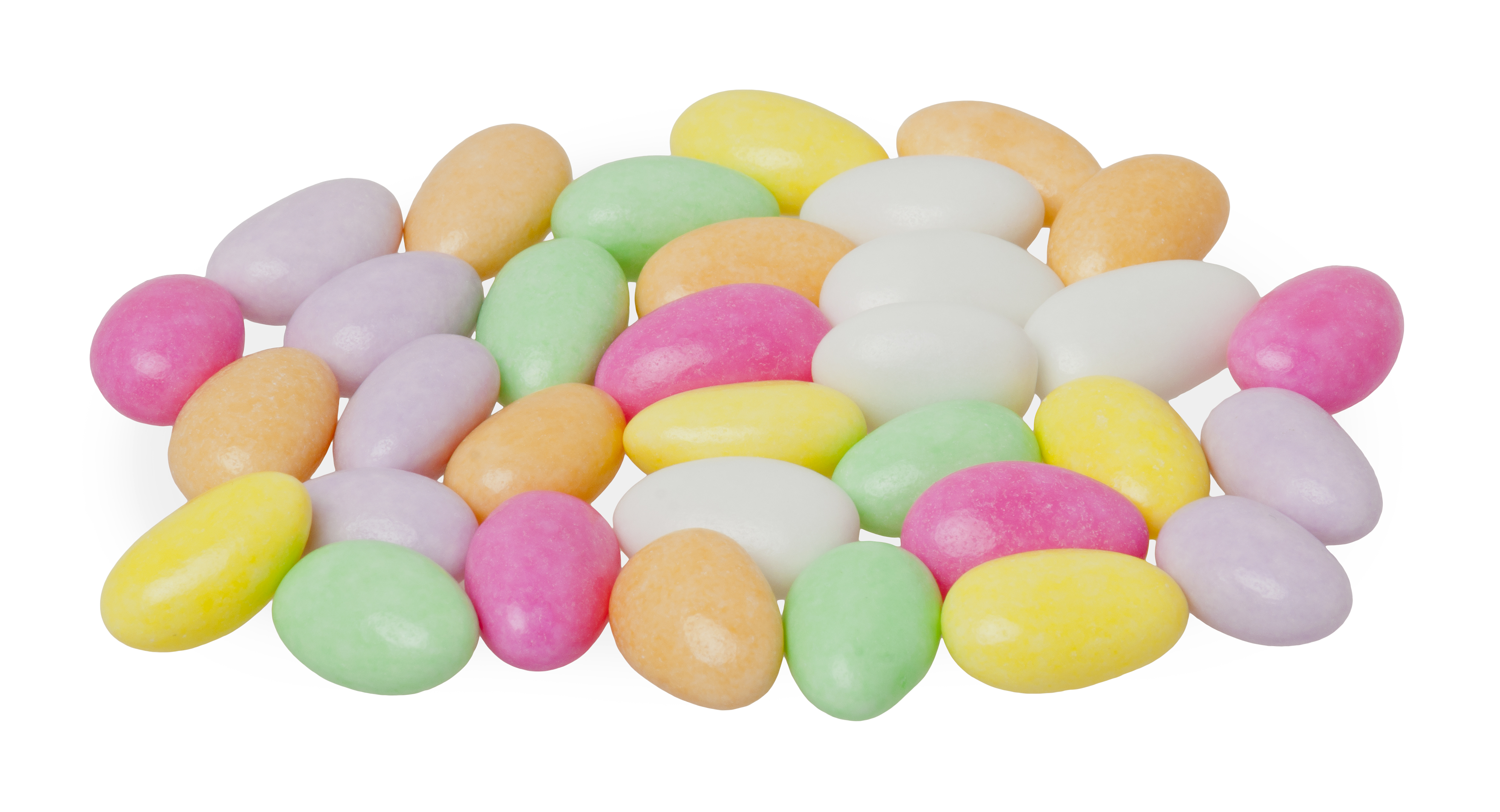
Confetti

Il confetto è un dolce formato da una mandorla ricoperta di zucchero, ma sono ormai diffuse molte varianti formate da un nucleo di pistacchi, nocciole o cioccolato ricoperti, appunto, da zucchero. Si tratta di una specialità già dagli inizi usata come simbolo di fortuna e prosperità, prodotta fin dai tempi antichi.

## Storia
Il termine confetto deriva dalla parola confectum, ovvero il participio passato di conficere, che significa preparato, confezionato. Nel Medioevo questo termine era riferito alle confetture o alla frutta secca ricoperta di miele.
Il confetto ha una storia antichissima. Secondo alcune fonti che si avvalgono delle testimonianze della famiglia Fazi (447 a.C.) e di Apicio (14-37 d.C.), amico dell'imperatore Tiberio, il confetto era già conosciuto in epoca romana. Si narra infatti che gli antichi romani fossero soliti usare i confetti per celebrare nascite e matrimoni, solo che all'epoca, non essendo stato ancora scoperto lo zucchero, si usava il miele e si produceva un composto dolce che avvolgeva la mandorla, fatto di miele e farina.

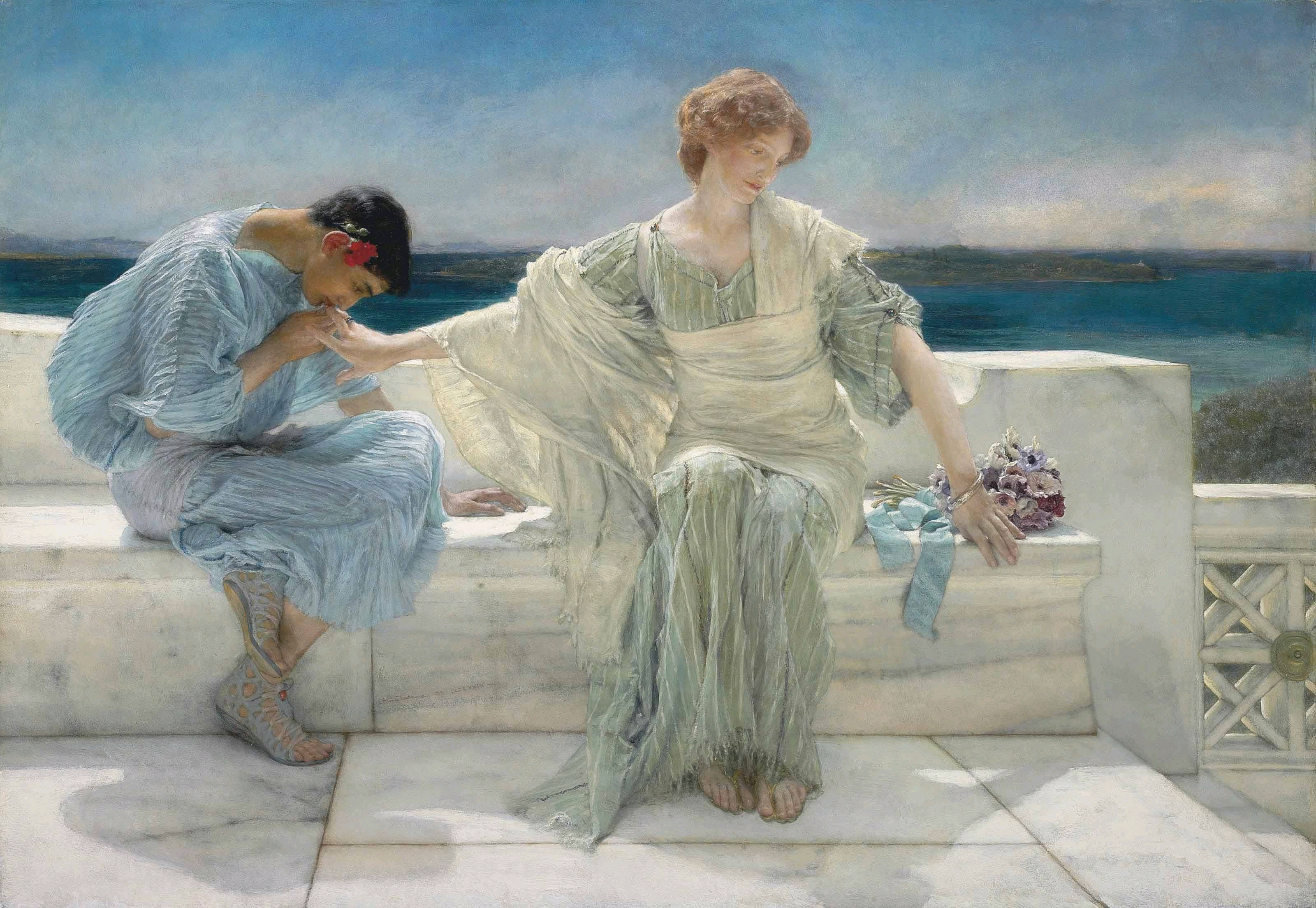
Il confetto era già in uso tra gli antichi romani per celebrare i loro eventi come i matrimoni

Era considerato come una sorta di “bon bon” pregiato da mangiare durante le occasioni importanti. Secondo un'altra teoria, il confetto nacque nel 1200 d.C. circa, periodo in cui sia le mandorle che le anici e i semi di coriandolo venivano ricoperti da uno strato di miele indurito. Anche in questo caso erano dolci molto apprezzati nelle famiglie nobiliari, le quali usavano conservarli in preziosi cofanetti decorati.
I genovesi avevano importato ed appreso tale usanza da Arabi e Turchi dal XII secolo, esportando pinoli confettati, finocchi confettati ed altra frutta candita in tutte le corti d'Europa. Di questi prodotti si ha notizia a Venezia (sempre nel 1200 d.C.), dove erano stati portati da mercanti provenienti dall'Estremo Oriente. Era infatti usanza dell'impero bizantino gettare questi dolci dai balconi nobiliari sul popolo in festa durante i festeggiamenti di carnevale. Vi è un curioso aneddoto che attribuisce l'invenzione del confetto ad un medico di origine araba, tale Al Razi, che secondo le fonti tramandate usava il confetto per fini teraupetici: il preparato medicinale amaro, infatti, veniva ricoperto da un guscio dolce per renderlo più gradevole, soprattutto per i bambini.
Ma a parte gli aneddoti, la forma di confetto più simile a quella attuale nasce dopo la scoperta e l'importazione dello zucchero, il quale divenne indiscusso protagonista della dolcificazione, mettendo ai margini del settore confettiero il miele, fino ad allora l'ingrediente dolce principale. Lo zucchero, che in Europa fa la sua comparsa già nel 700 d.C., importato dagli arabi, non divenne subito accessibile e popolare per tutti, per cui bisognerà attendere fino al 1400 d.C per vedere il suo utilizzo nella produzione di confetti. Ed è proprio in questo periodo che nasce a Sulmona (cittadina in provincia dell'Aquila, in Abruzzo) la fabbricazione, intesa come moderna, dei confetti.
E sempre in questo luogo, verso il XV secolo d.C, si sviluppava la lavorazione artistica dei confetti presso il Monastero di Santa Chiara. Qui, con dei fili di seta, venivano legati dei confetti per decorare fiori, grappoli, spighe, rosari. L'antica tradizione nella confetteria fa di Sulmona la più antica fabbrica italiana di confetti.
La storia del confetto continuò poi lungo i secoli. Nel periodo rinascimentale, ad esempio, gli ospiti venivano accolti con coppe ricolme di confetti; ciò avveniva anche durante i ricevimenti per festeggiare i voti di monache e sacerdoti. Anche lo Stato pontificio usava i confetti, dandoli come omaggio agli attori teatrali.

## Lavorazione dei confetti

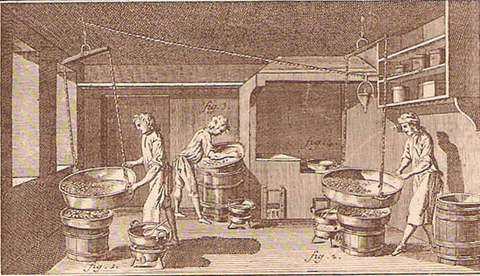
Rappresentazione di antichi confettieri al lavoro

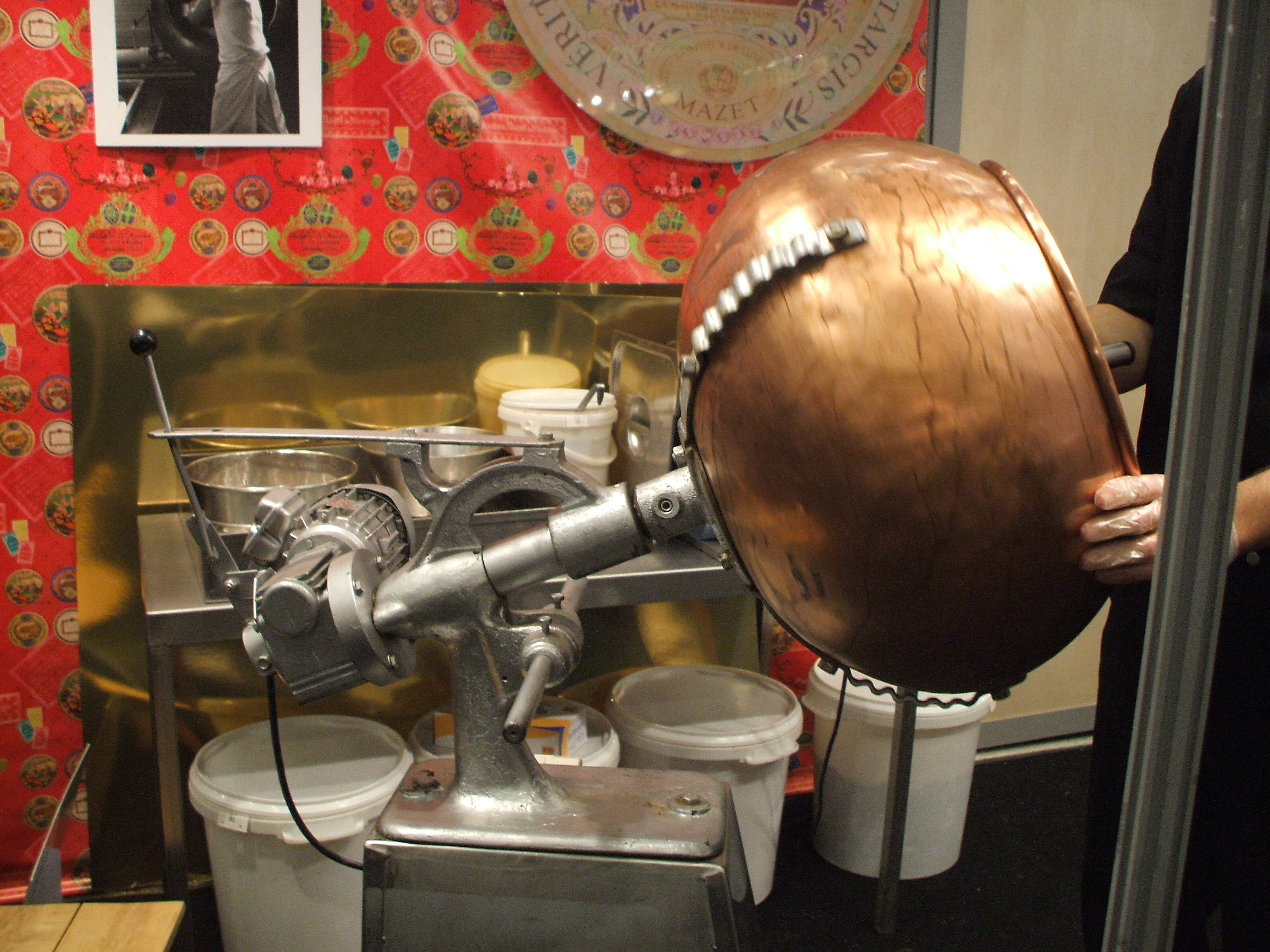
Una caldaia come quelle che si usano per produrre confetti

I confetti si producono utilizzando delle caldaie, in rame o in acciaio, che sono dette bassine. Queste si distinguono per la forma, che può essere a pera o a tamburo, e per il tipo di rotazione, che può essere su asse obliquo, orizzontali con fondo forato e diversi altri tipi. La caldaia, durante la lavorazione del confetto, è a rotazione continua. All'interno delle caldaie vengono utilizzate delle soluzioni di saccarosio che, ottenendo aria calda, evaporano, lasciando uno strato uniforme di zucchero sulla mandorla. Il processo continua con varie fasi di bagnatura ed essiccamento.
Dopo la fase di rivestimento con lo zucchero, la superficie del confetto appare rugosa e irregolare, quindi avviene la successiva fase di lisciatura e lucidatura. La confettatura è un processo molto laborioso, che può durare anche due o tre giorni. È da menzionare inoltre che in tempi recenti si è scoperta l'applicazione del colore esterno sul confetto; questa fase di colorazione avviene dopo la lisciatura del prodotto.

## Tipologia

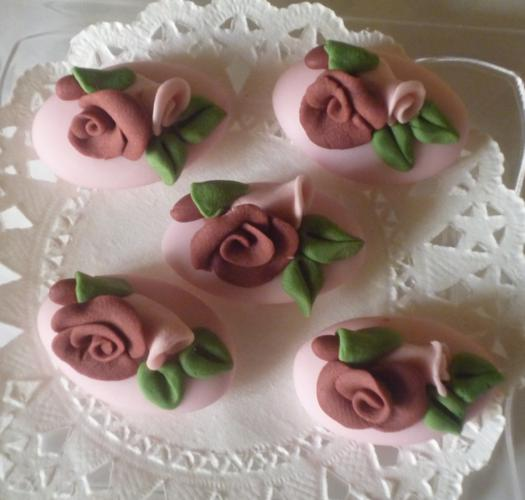
Confetti decorati

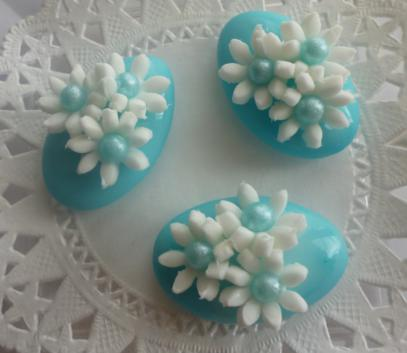
Confetti decorati

I confetti possono essere di vari colori e ciascun colore, quando è offerto durante un'occasione, è appropriato per la cerimonia che si intende festeggiare. Esistono in commercio confetti di colore nero, anche se questo colore simboleggia il lutto e perciò un evento triste.
| Colore confetto | Ricorrenza                                                                                      |
| --------------- | ----------------------------------------------------------------------------------------------- |
| Azzurro         | per celebrare la nascita e il battesimo di un bambino                                           |
| Rosa            | per celebrare la nascita e il battesimo di una bambina                                          |
| variopinti      | per celebrare un compleanno                                                                     |
| Bianco          | per celebrare un sacramento (prima confessione, prima comunione, cresima, matrimonio)           |
| Verde           | per celebrare un fidanzamento e la parola (promessa) in comune                                  |
| Rosso           | per celebrare una laurea                                                                        |
| Beige           | per celebrare le nozze di porcellana (15º anniversario)                                         |
| Giallo          | per celebrare le nozze di cristallo (20º anniversario)                                          |
| Argento         | per celebrare le nozze di argento (25º anniversario)                                            |
| Acquamarina     | per celebrare le nozze di perle (30º anniversario)                                              |
| Blu             | per celebrare le nozze di zaffiro (35º anniversario)                                            |
| Verde           | per celebrare le nozze di smeraldo (40º anniversario)                                           |
| Oro             | per celebrare le nozze d'oro (50º anniversario)                                                 |
| Avorio          | per celebrare le nozze d'avorio (55º anniversario)                                              |
| Bianco          | per celebrare le nozze di diamante (60º anniversario) o altre ricorrenze di nozze (bomboniera). |
| Nero            | per celebrare un lutto.                                                                         |

## Il confetto e la nascita della bomboniera
La parola bomboniera deriva dal francese bombonnière. Questo termine indicava, nel XVIII secolo, una preziosa scatoletta che conteneva i tipici dolci dell'epoca, i bon bon appunto. Poiché le varie fonti ci parlano di mandorle ricoperte di miele (gli antichi confetti) riconoscibili nei bon bon, si può dunque affermare che la bomboniera sia appunto nata con lo scopo di contenere i confetti, per cui dalla sua origine fino ai tempi attuali la bomboniera è strettamente legata all'utilizzo del confetto.
Queste preziose scatolette erano molto in uso presso le nobildonne, specialmente nelle corti della Francia, le quali le portavano sempre con sé, esibendole come status symbol del loro rango e per attingere di tanto in tanto qualche dolciume.
Ma prima che diventasse moda, la bomboniera era già in uso in Italia verso il XV secolo, quando per il fidanzamento i futuri sposi e le rispettive famiglie si scambiavano queste scatolette gioiello porta confetti. E per le nozze il fidanzato donava alla futura sposa una "coppa amatoria", ovvero un piatto di ceramica contenente dei confetti come segno di fecondità e prosperità per il loro futuro insieme.
Alla corte del re Sole, Luigi XIV di Francia, si diffuse l'abitudine di donare in segno di ringraziamento bomboniere molto lavorate, prediligendo materiali preziosi come la madreperla, l'avorio dipinto, gli smalti e l'oro.
Ma la sua affermazione avvenne nel 1896, quando per le nozze del principe di Napoli e futuro re d'Italia, Vittorio Emanuele, con Elena del Montenegro, gli invitati portarono come dono delle bomboniere, facendole diventare quindi il dono degli sposi e dando il via alla tradizione moderna che noi oggi conosciamo e che è divenuta popolare, non più ristretta alla sola borghesia o nobiltà.
Per cui, che sia la bomboniera fatta di porcellana, vetro o altro materiale, il suo significato è legato ai confetti, simbolo di buon auspicio per la ricorrenza che si celebra o festeggia.

## Il confetto nella letteratura
Sono stati molti i letterati e gli scrittori che hanno dedicato versi al confetto. Tra questi si ricordano Boccaccio, che li nomina in una sua novella, e Sonetto di Folgore S. Gimignano (XIV secolo). Poi vi sono Alessandro Manzoni e Goethe, il quale regalò alla sua futura moglie uno scrigno ripieno di confetti.
E ancora poeti e scrittori come Giacomo Leopardi, Giosuè Carducci, Giovanni Verga, Giovanni Pascoli e Gabriele D'Annunzio hanno citato il confetto come elemento che arricchiva importanti eventi e cerimonie solenni.

## Confetti con mandorla di Avola

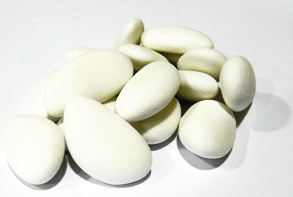
Confetti prodotti con la mandorla di Avola

La mandorla di Avola, prodotta in Sicilia, è la base principale della maggior parte dei confetti, specialmente di quelli italiani. Essa infatti è considerata pregiata e viene scelta per la sua qualità quando si vogliono produrre confetti classici e dal sapore caratteristico.
Delle sue tre cultivar: Pizzuta, Fascionello, Romana, la prima e la seconda sono le più utilizzate nell'industria della confetteria.
La sua particolarità sta nel fatto che la forma appiattita ed ovale consente allo zucchero di modellarsi perfettamente su di essa, dando notevoli risultati finali sul prodotto.
Vi è un metodo per riconoscere subito se il confetto esaminato è stato prodotto con la mandorla di Avola o con la sua principale concorrente moderna, la mandorla californiana, proveniente dalla California:
- se il confetto è piatto con un sottile strato di zucchero, è stata usata la mandorla di Avola
- se il confetto è di forma notevolmente tondeggiante, è stata usata un'altra mandorla

## Confetti con mandorla californiana

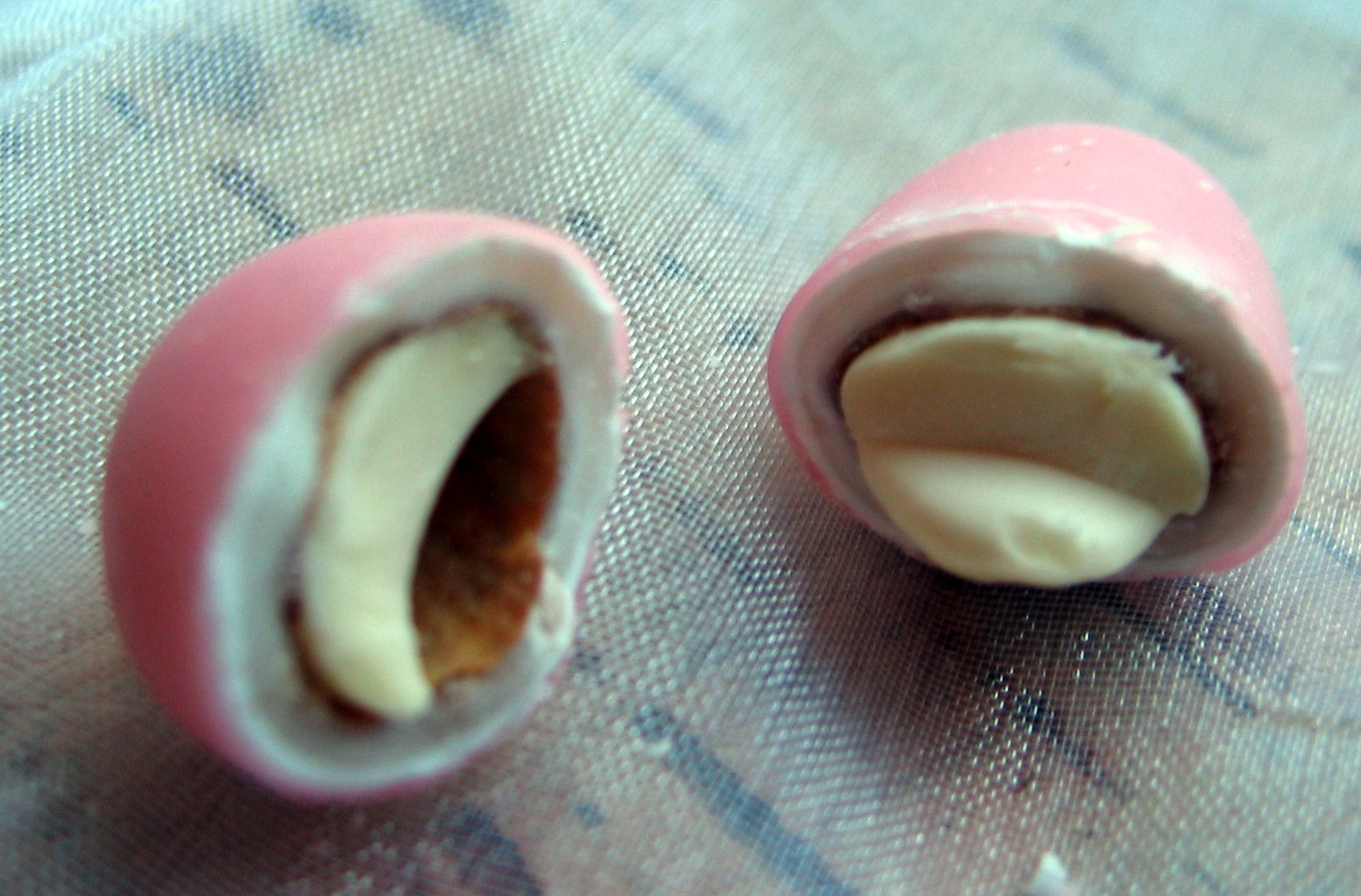
Esempio di un confetto prodotto con mandorla in stile californiano

La mandorla californiana, specialmente in tempi moderni, si è resa protagonista nei molti tipi odierni di confetti. Essa proviene dagli Stati Uniti, più precisamente dalla soleggiata California. Ma ciò che la differenzia dalla mandorla italiana è la sua forma (più tondeggiante) e il suo sapore.
Inoltre, questa mandorla statunitense viene prodotta con metodi industriali, i quali ne accelerano i tempi di raccolta, favorendo una grande quantità ed una maggiore economia, ma inevitabilmente tolgono qualcosa alla sua qualità.
La mandorla californiana conta quattro principali diverse specie: Mission, Nonpareil, Carmel, California, che a loro volta si suddividono in 32 tipi differenti per forma, sapore e dimensioni.

## Confetti nel mondo
Anche la Spagna ha una rinomata tradizione per l'elaborazione di confetti. Nella penisola iberica si chiamano peladillas e i centri principali di produzione di confetti nel paese sono situati nella città di Casinos, in provincia di Valencia, e di Alcoy, in provincia di Alicante. Una ricorrenza importante per l'assaggio dei confetti è la fiera spagnola denominata Feria del Dulce Artesano, Peladillas y Turrones de Casinos, che si svolge appunto nel centro confettiero di Casinos. Qui la produzione artigianale di detto dolce ha inizio nel 1881, con l'arrivo di tale Manuel Jarrín, straniero, e della sua sposa Carmen Murgui, originaria del luogo, che diedero avvio alla produzione locale di confetti. Tra l'altro sembra che proprio gli spagnoli perfezionarono le tecniche di lavorazione del confetto nel XV secolo, mettendo a scaldare lo sciroppo di canna col fine di ottenere una patina bianca e cristallina che poteva avvolgere le mandorle, le nocciole e le bucce d'agrumi.
In Francia invece i confetti si chiamano dragée e vennero introdotti sotto forma di cura medicinale nel 1220 d.C., da uno speziale, ovvero colui che nel medioevo si occupava della preparazione di medicine, proveniente dalla città di Verdun, località francese rinomata per la preparazione di confetti. I francesi, una volta applicato lo zucchero e scoperta la bontà di questo dolce, vi videro virtù curative come il facilitare la digestione e curare la sterilità secondo la teoria umorale. Divenne un dolce tipico della famiglia reale. Nel 1574, il re di Francia, Enrico III, riceve dei confetti in occasione della sua incoronazione, così come Enrico IV di Francia nel 1603. Dalla città francese di Verdun, si dice che si diffusero poi nei Paesi Bassi, Costantinopoli e Russia.
Tra l'altro si suppone che regalare "mandorle" nelle occasioni importanti, fosse una tradizione già in uso circa 3000 anni fa, in località come la Grecia e il Medio Oriente. I greci chiamano i confetti koufeta.

## I confetti in Italia
L'Italia ha una grande tradizione in fatto di confetti. La si può definire la "patria" del confetto. Una usanza che continua vivace anche ai nostri giorni. Ad Agnone la tradizione dei confetti è famosa per il tipico confetto riccio (per questo confetto si usa rigorosamente mandorla di Avola), prodotto da due pasticcerie artigianali agnonesi totalmente a conduzione familiare. Vi sono molte fabbriche che producono svariati tipi di confetti; tra queste va menzionata l'antica fabbrica di Andria, in Puglia, la quale produce questi dolci dal 1894, per opera di un certo Nicola Mucci, la cui ditta è stata la fornitrice di confetti per le nozze reali del principe Umberto di Savoia con la principessa Maria José del Belgio. Questo confettiere, a sua volta, apprese l'arte del produrre confetti da una nota, all'epoca, cioccolateria svizzera sita in Napoli, chiamata Caflish. Ad Andria, nello stesso luogo della confetteria, è stato allestito il Museo del confetto, in memoria di Giovanni Mucci, presso il quale si spiega la storia e l'arte di questo antico dolce con utensili, documenti, caramelle e cioccolato. Anche in Abruzzo vi è un museo dedicato ai confetti, intitolato "Museo dell'Arte e della Tecnologia Confettiera Pelino".
Un'altra importante realtà nel mondo della confetteria nasce verso la fine dell’800, in una piccola cittadina alle pendici del Vesuvio, dove la famiglia Crispo fonda il suo laboratorio per la produzione di confetti; per quattro generazioni la Confetti Crispo contribuisce attivamente alla diffusione dell’usanza legata ai momenti di gioia di donare e far degustare queste dolci specialità mantenendo intatto il DNA di famiglia. Oggi Confetti Crispo, grazie anche all'ulteriore spinta innovativa della nuova generazione, nel rispetto comunque delle tradizioni di famiglia, continua ad ampliare la propria proposta di prelibatezze e, oltre ad occupare uno spazio importante nella distribuzione nazionale esporta i propri prodotti in oltre 120 paesi nel mondo.
Come precedentemente illustrato nella sezione storia, la città abruzzese di Sulmona, in provincia dell'Aquila, vanta la più antica fabbrica di confetti in Italia. La sua produzione confettiera continua anche in tempi più moderni e i suoi dolci sono ormai divenuti famosi e di tradizione, al punto tale che il Ministero delle politiche agricole alimentari e forestali ha inserito i confetti prodotti a Sulmona nella lista dei Prodotti agroalimentari tradizionali italiani, attribuendo loro il marchio P.A.T. I confetti italiani vengono esportati anche all'estero.

È usanza, tra le confetterie italiane, adoperare le mandorle locali, soprattutto del sud Italia, come ad esempio quelle pugliesi o siciliane. Va menzionato, a questo proposito, che sia nell'antica confetteria di Andria sia nella rinomata città del confetto, Sulmona, si conoscono e si utilizzano, oltre alle mandorle locali, quelle provenienti dalla Sicilia sud-orientale, raccolte tra le province di Siracusa e Ragusa, la sopracitata mandorla di Avola.

## Curiosità
I confetti e la sposa
La tradizione vuole che durante la cerimonia nuziale i confetti vengano distribuiti dalla sposa, la quale li dovrà prendere con un grande cucchiaio in argento da un contenitore, anch'esso in argento, che le porgerà lo sposo durante il giro tra i tavoli.
Napoleone e gli archi fatti di confetti
Nel 1806 Napoleone Bonaparte entrò a Verdun, città francese dedita alla confetteria; per l'occasione furono costruiti tre archi di trionfo fatti di confetti bianchi, sotto i quali Bonaparte passò, a simboleggiare l'importanza dell'evento.
Il confetto e la "sciarra"
Il lancio dei confetti all'uscita della chiesa è detto "sciarra" (dal termine siciliano "litigare" "rissa"), poiché i ragazzi accorrevano a raccogliere i confetti facendo confusione.
Il confetto bianco e la purezza
Per i sacramenti, come comunione e matrimonio, si sceglie il confetto di colore bianco, perché questo indica la purezza.
Le due metà della mandorla e l'unione
Il confetto simboleggia l'unione della coppia attraverso le due metà della mandorla tenute insieme dallo zucchero che le avvolge.
Il confetto di Altamura dedicato ad Obama
In provincia di Bari, ad Altamura, una italo-americana, Nina Gardner, figlia di un ambasciatore statunitense che alla fine degli anni settanta lavorò in Italia, preparò nel 2012 confetti a forma di cuore con il volto di Obama per gli italo-americani, in occasione delle elezioni presidenziali negli Stati Uniti. Ella stessa nel 2008 portò a Berlino, in occasione di un discorso del presidente, dei confetti da offrirgli come portafortuna.